# Gedenkmedaille aus Anlass der Waldbrandkatastrophe Weißwasser im Mai/Juni 1992

Avers und Revers der Gedenkmedaille aus Anlass der Waldbrandkatastrophe Weißwasser 1992

Muster einer Besitzurkunde zur Gedenkmedaille

Die Gedenkmedaille aus Anlass der Waldbrandkatastrophe Weißwasser im Mai/Juni 1992 ist eine Feuerwehr-Auszeichnung des Freistaates Sachsen und wurde im Juli 1992 gestiftet. Die Medaille selbst wird nicht mehr ausgegeben – ihre Verleihung wurde eingestellt.

## Gedenkmedaille
Im Gedenken an die Hilfeleistung bei der Waldbrandkatastrophe im Mai und Juni 1992 im Landkreis Weißwasser wurde eine Gedenkmedaille gestiftet. Sie zeigt auf der Schauseite ein Symbol, das an die Waldbrandkatastrophe erinnert.
Die Medaille hat einen Durchmesser von 30 mm und ist bronziert. Auf ihrer Vorderseite ist mittig das Landeswappen des Freistaates Sachsen erhaben eingeprägt. Die Umschrift, welche sich auf dem Medaillenrand von ca. 4 mm vertieft geprägt wurde lautet in Großbuchstaben WALDBRANDKATASTROPHE WEISSWASSER 1992. Auf ihrer Rückseite sind vier Baumstämme erhaben geprägt, von denen drei Baumstämme voll sichtbar sind. Diese sind von stilisierten Flammen umschlossen. Das Ordensband sowie die Bandschnalle sind weiß grün weiß.

## Verleihung
Die Gedenkmedaille konnte allen verliehen werden, die bei der Brandbekämpfung tätige Hilfe geleistet haben. Sie wurde auch Helfern verliehen, die durch ihren Einsatz ihr Leben verloren hatten.
Die Gedenkmedaille wurde vom Staatsminister des Innern verliehen. Der Beliehene erhielt eine Besitzurkunde. Die Gedenkmedaille geht in das Eigentum des Beliehenen über. Die Medaille wird auf der linken Brustseite an der Ordensschnalle getragen. Jedoch in Originalgröße nur am Tag seiner Verleihung oder bei entsprechenden festlichen Anlässen, ansonsten nur als Bandschnalle.